# 金国范
金国范（朝鮮文：김국범；英文：Kim Kuk-Bom；1995年2月19日—），朝鮮足球運動員，入選過朝鮮國家足球隊。現在效力朝鮮足球聯賽球會4.25體育團。

## 簡歷
金国范在2016年首次入選朝鮮國家足球隊，在對伊拉克國家足球隊中首次正選上陣，其比賽最後以1比1打和。之後，更參與了2017年東亞足球錦標賽外圍賽第二圈，協助朝鮮奪得第二圈資格賽冠軍並取得決賽席位。
另外，他在2017年代表朝鮮國家奧運足球隊參加了2018年亞足聯U23錦標賽資格賽，在對老撾國家奧運足球隊先打入一球，並成功晉級。翌年代表朝鮮參加2018年亞足聯U23錦標賽，在分組賽對巴勒斯坦國家奧運足球隊中與對方平手，及後對日本國家奧運足球隊中負給對方，沒能成功晉級半準決賽。之後，代表朝鮮參與2018年亞洲運動會足球比賽，在八強賽事對阿聯國家奧運足球隊中互射點球負給對方沒能晉後準決賽。

## 國際賽進球
朝鮮U-23
| # | 日期          | 場地     | 對手 | 進球 | 比數 | 比賽                         |
| - | ------------- | -------- | ---- | ---- | ---- | ---------------------------- |
| 1 | 2017年7月23日 | 朝鮮平壤 |      | 1–0  | 6–0  | 2018年亞足聯U-23錦標賽外圍賽 |

朝鮮U-23(超齡身分)
| # | 日期          | 場地     | 對手 | 進球 | 比數 | 比賽                     |
| - | ------------- | -------- | ---- | ---- | ---- | ------------------------ |
| 1 | 2023年9月27日 | 中國金華 | 巴林 | 2–0  | 2–0  | 2022年亞洲運動會足球比賽 |
| 2 | 2023年10月1日 | 中國杭州 | 日本 | 1–1  | 2–1  | 2022年亞洲運動會足球比賽 |

## 榮譽

### 國家隊
朝鮮
- 東亞足球錦標賽外圍賽第二圈冠軍：2016年；

## 連接
- 金国范在 National-Football-Teams.com 上的出场纪录
- Kuk-Bom Kim - Soccerway （页面存档备份，存于） （英文）